# Pièces de monnaie en mark finlandais
Les pièces de monnaie finlandaises sont une des représentations physiques, avec les billets de banque, de la monnaie de Finlande.

## L'unité monétaire finlandaise
Le mark finlandais (FIM) est l'ancienne devise de la Finlande de 1860 à 2002, date laquelle elle fut remplacée par l'euro.
Le mark était divisé en 100 penni.
Jusqu'en 1914, le cours du mark repose sur l'étalon-or et le système de l'Union latine.

## Les pièces de monnaie finlandaises

### Grand-duché de Finlande, régime russe de 1864 à 1916

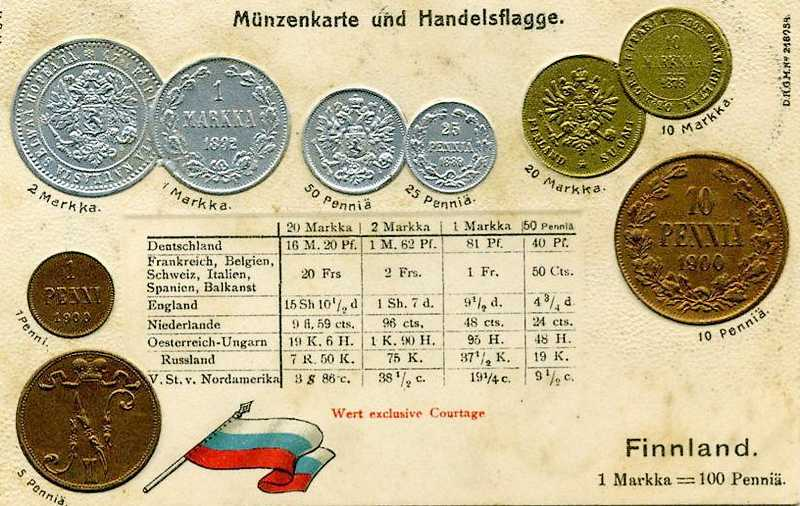
Carte postale touristique montrant les monnaies finlandaise circulantes en 1900.

- Pièces de 1 penni, 5 et 10 penniä en cuivre
- Pièces de 25 et 50 penniä en argent à 750 millièmes
- Pièces de 1 mark et 2 marks en argent à 868 millièmes
- Pièces de 10 et 20 marks en or à 900 millièmes

### Série de pièces de 1919 à 1952
- Pièce de 1 penni en cuivre (1919-1924)
- Pièces de 5 et 10 penniä en cuivre (1918-1940)
- Pièces de 5 et 10 penniä en cuivre, trouées (1941-1943)
- Pièce de 10 penniä en fer (1943-1945)
- Pièces de 25 et 50 penniä en cupronickel (1921-1940)
- Pièces de 25 et 50 penniä en cuivre (1941-1943), puis en fer (1943-1945)
- Pièce de 1 mark en cupronickel (1921-1940), puis en cuivre (1940-1951)
- Pièce de 1 mark en fer (1943-1952)
- Pièce de 5 marks en aluminium-bronze (1924-1946), puis en laiton (1945-1952)
- Pièce de 10 marks en aluminium-bronze (1928-1939)
- Pièce de 20 marks en aluminium-bronze (1931-1939)
- Pièces de 100 et 200 marks en or (1926), frappées à 50 000 ex.

### Série de pièces de 1952-1962
- Les pièces de 1 mark et 5 marks en fer (1952-1953)
- Les pièces de 1 mark et 5 marks en fer plaqué nickel (1953-1962)
- Les pièces de 10, 20, et 50 marks en aluminium bronze
- Les pièces de 100 et 200 marks en argent 500 millièmes

### La réforme monétaire de 1963
Le nouveau mark est divisé par 100 penniä.
- La pièce de 1 penni en bronze (1963-1969), puis en aluminium à partir de 1969
- La pièce de 5 penniä en bronze, puis en aluminium à partir de 1977
- Les pièces de 10, 20 et 50 penniä en aluminium bronze ; la pièce de 10 en aluminium à partir de 1983
- La pièce de 1 mark en argent à 350 millièmes (1964-1968), puis en cuivre-nickel à partir de 1969
- La pièce de 5 marks en aluminium bronze à partir de 1972

### Dernière série de pièces finlandaises
En 1990, le design des pièces finlandaises est revu et une nouvelle série est frappée. C'est la dernière série avant le passage à l'euro. Ces pièces sont retirées de la circulation le 1er mars 2002.
| Valeur     | Paramètres techniques | Paramètres techniques | Paramètres techniques | Description | Description                                                               | Description | Millésimes |
| Valeur     | Diamètre              | Poids                 | Composition           | Avers | Revers                                                                    | Artiste     | Millésimes |
| ---------- | --------------------- | --------------------- | --------------------- | --- | ------------------------------------------------------------------------- | ----------- | ---------- |
| 10 penniä  | 16.30 mm              |                       | cupro-nickel          | deux brins de muguet avec la mention SUOMI FINLAND et le millésime | La valeur faciale 10 PENNIÄ PENNI avec des formes géométriques            |             | 1990-2001  |
| 50 penniä  | 19.70 mm              |                       | cupro-nickel          | un ours polaire avec la mention SUOMI FINLAND et le millésime | La valeur faciale 50 PENNIÄ PENNI avec des étoiles                        |             | 1990-2001  |
| 1 markka   | 22.25 mm              |                       | aluminium bronze      | Le blason de la Finlande (un lion d'or couronné, debout, sur un fond de gueules tenant une épée grâce à un bras humain et marchant sur un sabre) avec la mention SUOMI FINLAND et le millésime | La valeur faciale 1 MARK MARKKA                                           |             | 1993-2001  |
| 5 markkaa  | 24.50 mm              |                       | aluminium bronze      | un Phoque annelé avec la mention SUOMI FINLAND et le millésime | une libellule survolant des nénuphars et la valeur faciale 5 MARK MARKKAA |             | 1992-2001  |
| 10 markkaa | 27.25 mm              |                       | bi-métallique         | un Grand Tétras avec la mention SUOMI FINLAND et le millésime | des fougères et la valeur faciale 10 MARK MARKKAA                         |             | 1993-2001  |